# Paramoeba eilhardi
Paramoeba eilhardi – gatunek ameby należący do rodziny Paramoebidae z supergrupy Amoebozoa według klasyfikacji Cavaliera-Smitha.
Trofozoit osiąga wielkość 45 – 100 μm. Posiada jądro o średnicy około 10 μm.
Występuje w morzu, stwierdzony w Oceanie Indyjskim i w Morzu Śródziemnym.